# Salina
Salina je talijanski otok u Tirenskom moru. Pripada skupini Liparskih otoka. Otočje se nalazi sjeverno od Sicilije i čini ga osam vulkanskih otoka, od kojih je Salina drugi po veličini. Ime otoka potječe od lagune na jugoistoku otoka iz koje se vadila sol.
Otok upravno pripada sicilijanskoj provinciji Messina. Administrativno je podijeljen na tri komune: Santa Marina Salina na istočnoj obali, Malfa na sjeveru i Leni na jugozapadu otoka. Od mjesta Leni prema jugu i moru nalazi se naselje Rinella, a prema sjeveru, u središtu otoka je naselje Valdichiesa. Druga manja naselja su Capo Faro, Pollara i Lingua.

## Zemljopis
Otok ima površinu od 26,1 km². Najveće dimenzije otoka su 7 km (istok-zapad) i 5,5 km (sjever-jug). U 2009. godini naseljavala su ga 2474 stanovnika, te je gustoća bila 94,79 st/m2.
Uključen je u popis svjetske baštine zbog svoje važnosti za vulkanologiju. Na otoku je čak 6 vulkana: najstariji su Pizzo di Corvo i Monte Rivi, u blizini mjesta Capo Faro, koji su vizualno jedva prepoznatljivi kao odvojeni vulkani. Vulkanski sloj Monte Fossa delle Felci na visini od 962 m je najviši vrh otoka. Ovaj vulkan i Monte dei Porri (886 m) su skoro savršeno očuvani. Nešto niže, uz selo Pollara u sjeverozapadnom dijelu otoka, nalazi se još jedan krater na vrlo maloj nadmorskoj visini i djelomično urušen u more.
Posljednja vulkanska erupcija na Salini dogodila se na zapadnom dijelu otoka prije 13 000 godina, pri čemu je nastao polukružni krater Pollara. Ova je erupcija bila eksplozivna i proizvela je velike naslage plovučca. Od endogenih aktivnosti zaostale su još samo posteruptivne aktivnoti, povremeno podmorsko ispuštanje plina (vodikov sulfat) i pare kod Rinelle te termalni izvor kod mjesta zvanog Pertuso.

## Vegetacija
Za razliku od drugih otoka otočja, Salina ima izvor slatke vode i stoga ima bogatu vegetaciju. Na otoku raste preko 400 vrsta biljaka, a planine na otoku su prekrivene paprati, topolama, pitomim kestenom i tipičnom mediteranskom vegetacijom koja uključuje kapare, opuncije. Od talijanskih nazva nekih biljaka potječu i toponimi na otoku, na primjer: Fossa delle Felci = jama paprati, Porri (od porro) = poriluk.
Salina je bila prva od Liparskih otoka koja je, 1981. godine, postala zaštićeni prirodni rezervat, poznat kao Riserva Naturale del Fossa delle Felci e dei Porri.

## Poljoprivreda
Na otoku se uzgaja vinova loza, masline, kapari i razno voće. Otok je posebno poznat po Malvaziji, poznatom bijelom vinu koje se proizvodi samo na Salini. Vino je zlatne boje i ima intenzivan i delikatan slatki bouquet. U zadnje vrijeme se sve više proizvodi i ekstra djevičansko maslinovo ulje. Salina se često hvali svojim kaparima, a prvi tjedan u lipnju se održava i godišnji festival kapara.

## Povijest
Otok je naseljen još u brončano doba, da bi u sljedećim tisućljećima mnogo puta bio napuštan i ponovno naseljen. Na mjestu današnjeg naselja Santa Marina Salina, još u 4. stoljeću pr. Kr. je postojalo grčko naselje, a kasnije i rimsko. Na otoku se mogu naći tragovi grčke i rimske kulture, uključujući i grobove koji su pronađeni u unutrašnjosti otoka.

## Turističke atrakcije
- Laguna u naselju Lingua je ranije služila za proizvodnju morske soli, po čemu je i otok dobio ime Salina ("solana" na talijanskom).
- Na padinama planine Fossa iskopano je nekoliko rimskih grobnica.
- Svetište Gospe od Terzita, izgrađena 1630. godine, nalazi se u mjestu Valdichiesa, između naselja Malfa i Leni, na sedlu između 2 vulkana. Lokalna svetkovina na dan 23. srpnja privlači velik broj hodočasnika i turista.

## Promet
Na otoku su dvije luke: Santa Marina Salina i Rinella, u kojima pristaju trajekti i hidrogliseri. Hidrogliseri voze iz luka Napulj, Palermo, Reggio Calabria, Messina i Milazzo.
Sva naselja na otoku povezana su stalnom autobusnom linijom. Naselja Lingua, Santa Marina Salina, Malfa i Pollara povezana su glavnom cestom, a naselja Leni i Rinella lokalnim cestama.

## Vanjske poveznice
|  | Zajednički poslužitelj ima još gradiva o temi Salina |

- Love Salina, službena stranica općine Santa Marina Salina. (it.) (en.) (njem.) (šp.) (fr.) (jap.)